# Dusty Dvorak
Douglas Scott Dvorak (São Gabriel, 29 de julho de 1958) é um ex-jogador de voleibol dos Estados Unidos que competiu nos Jogos Olímpicos de 1984.
Em 1984, ele fez parte do time americano que conquistou a medalha de ouro no torneio olímpico, no qual atuou em seis partidas. Em 1998, Dvorak foi introduzido no Volleyball Hall of Fame em Holyoke, Massachusetts.